# 白龙路站
白龙路站是昆明地铁4号线的地铁车站，位于中华人民共和国云南省昆明市盘龙区昆河铁路与白龙路交叉口南侧，于2020年9月23日开通。

## 车站结构
白龙路站位于昆河铁路与白龙路交叉口南侧，沿昆河铁路地下设置，呈南北走向，为地下两层岛式站台车站，车站长200.7米，标准段宽19.9米，车站地下一层为站厅层，地下二层为站台层，站台设置全高站台门。
| 地面              | 出入口 | A、B、C出入口 |
| 地下一层          | 站厅   | 客服中心、自动售票机、验票机                                                                                      |
| 地下二层          | 站台   | \| \| \| █ 4号线往金川路（火车北站） \| \| 島式 · 開左邊车门 \| \| \| \| \| \| █ 4号线往昆明南火车站（大树营） \| |
|                   |        | █ 4号线往金川路（火车北站）                                                                                       |
| 島式 · 開左邊车门 |        | |
|                   |        | █ 4号线往昆明南火车站（大树营）                                                                                   |

## 出入口
白龙路站共有3个出入口，各出口及周围设施如下所示：
| 编号                  | 地点           | 建议前往的目的地                                                                       | 照片 |
| --------------------- | -------------- | -------------------------------------------------------------------------------------- | ---- |
| 出口 · A · 升降机标志 | 白龙路、小龙路 | 小龙路社区、新迎中学二部、昆明理工大学城市学院、沃尔玛新迎店、新迎新城、爱情海购物公园 |      |
| 出口 · B              | 白龙路、小龙路 | 小龙路社区、新迎中学二部、昆明理工大学城市学院                                         |      |
| 出口 · C              |                | 香博苑、东方丽苑、世纪华联购物中心、昆明市检察院文艺路住宅区                           |      |
| 註： 設有             |                |                                                                                        |      |

## 接驳交通

### 公交车
- 白龙路地铁站A口：22路，67路，69路，75路，114路，132路

## 车站历史
本站建设时期工程名为东华站，开通前确定以白龙路站作为车站正式名称。
- 2018年7月31日，车站主体结构封顶[2]。
- 2020年9月23日，车站随4号线通车开通[1]。